# O Yeah Aha Oh
O Yeah Aha Oh is het debuutalbum van de band Jeremy's. Dit album kwam uit op 13 januari 2008.

## Tracklist
1. Lovesong - 1:24
2. Getting Back At You - 2:38
3. I Know You Do - 3:02
4. Saturday - 2:35
5. White Trash - 2:42
6. Mrs. Man - 1:42
7. To The Start - 2:07
8. Cut It - 3:06
9. Andy - 3:14
10. Go! - 1:58
11. Do Your Daddy - 3:22
12. I Want A Girl - 1:39
13. Dartboard - 1:26
14. Never Meant To Wake Up - 2:43
15. Where To Go - 3:15
16. Nadine - 3:22
17. Take You All The Way (Bonus) - 2:26